# Florence (Marcel Dubé)
Pour les articles homonymes, voir Florence (homonymie).
Florence est un drame québécois de Marcel Dubé, présenté sur scène pour la première fois le 20 octobre 1960.

## Argument
Prenant conscience de la médiocrité et du vide de son existence, et constatant les limites de l'avenir qui l'attend, Florence décide de rompre avec son fiancé, qu'elle n'aime pas. Elle choisit plutôt de se donner à son patron, qui ne l'aime pas vraiment, et elle quitte sa famille. S'ensuit une mise à nu, dure et réaliste.

## Télévision
La pièce a été tournée pour la télévision, réalisée par Jean Faucher et diffusée en quatre parties de 25 minutes du 7 au 28 juillet 1969 à la Télévision de Radio-Canada.
Parmi les interprètes : Jean Duceppe, Hubert Loiselle, Yolande Michot, Danielle Ouimet, Ghislaine Paradis, Guy Provost, Gisèle Schmidt et Robert Toupin.